# مورلنولز
شهر مورلنولز (به فرانسوی: Morlanwelz) در شهرستان توئن  در استان انو  در منطقه فدرال والوون در کشور بلژیک واقع شده‌است.

## نگارخانه

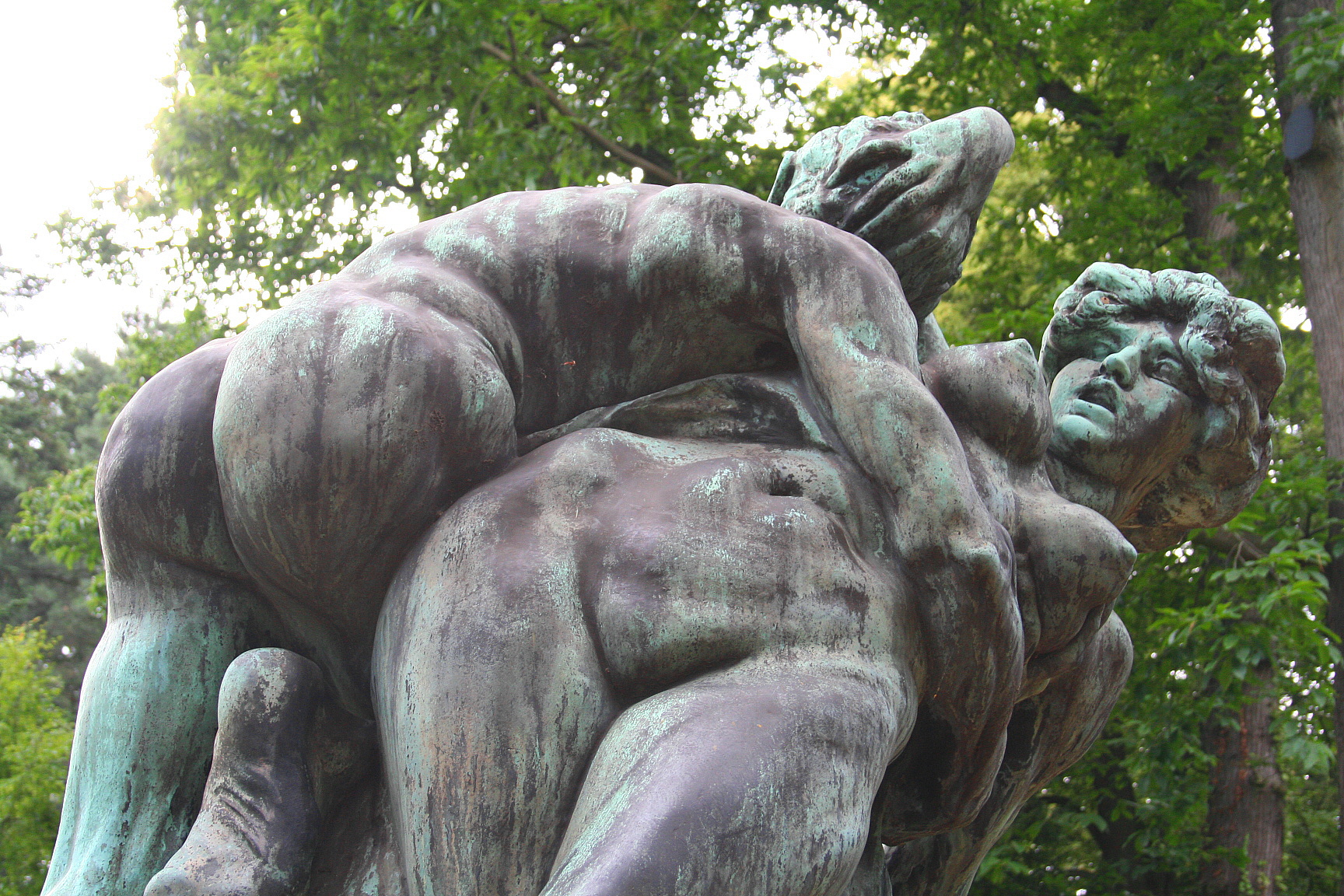
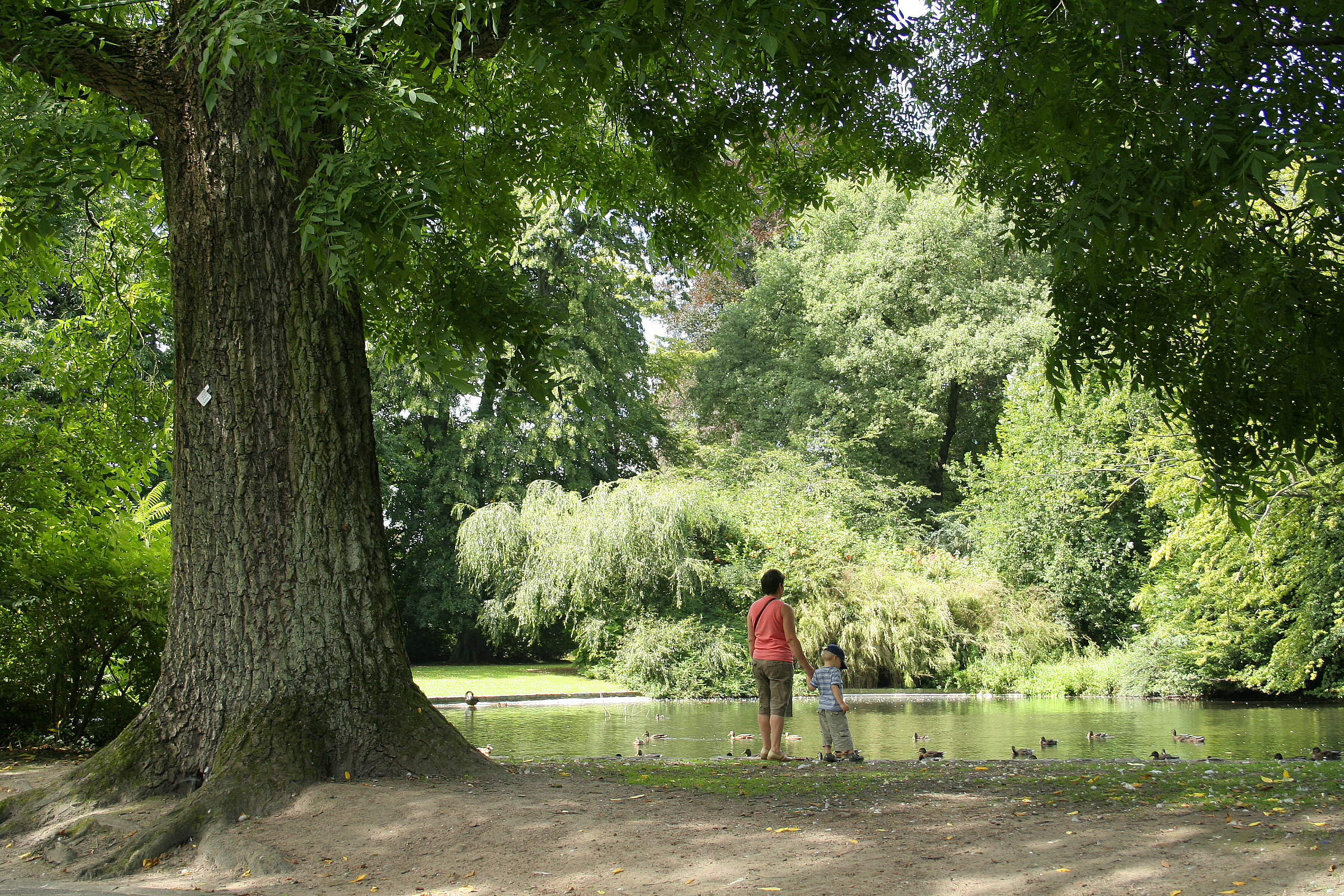
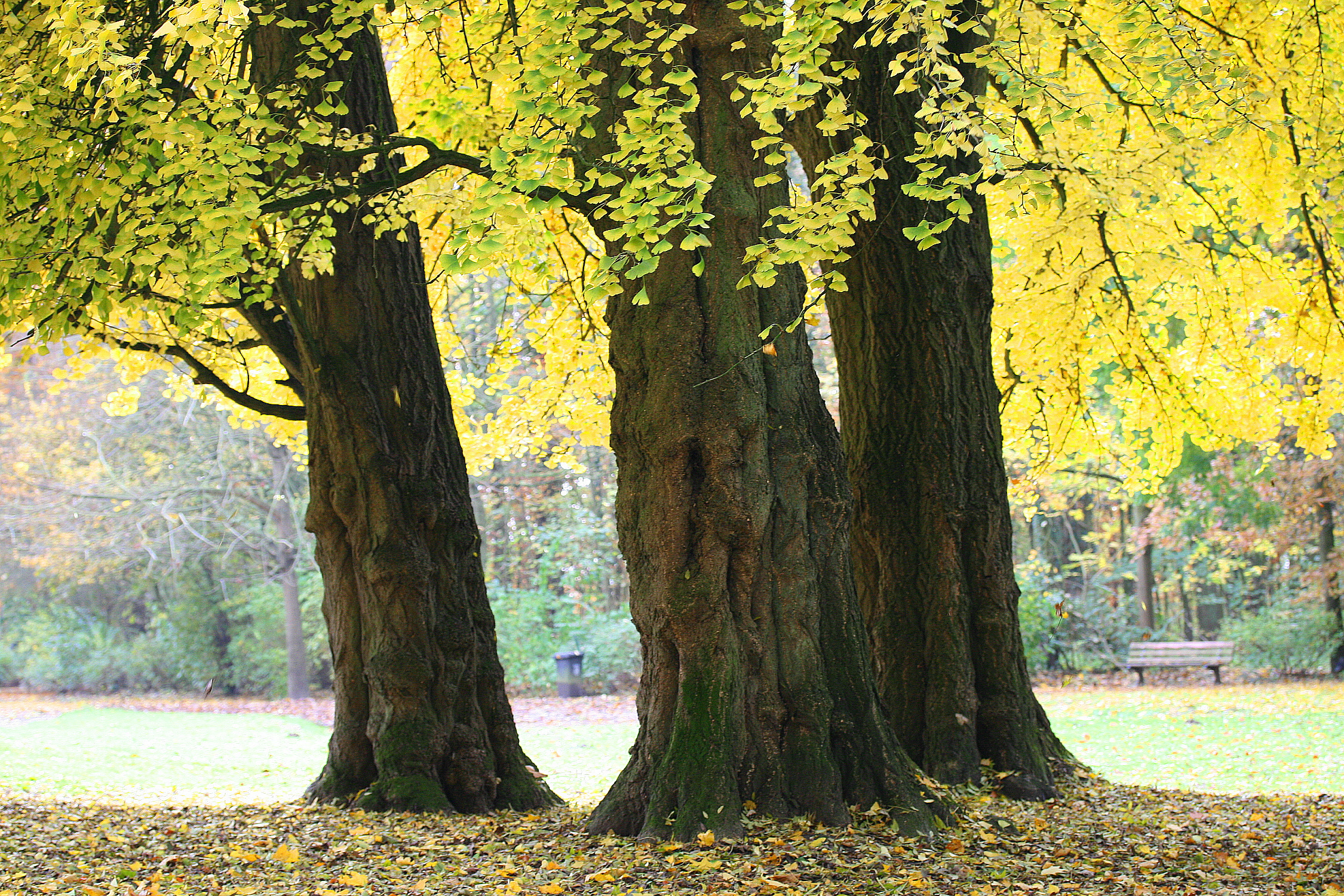